# Reportlinker
ReportLinker est une entreprise fondée en 2007. 
Elle commercialise une prestation de moteur de recherche professionnel basé à Lyon, en France. ReportLinker est édité par la société Ubiquick.

## Histoire
ReportLinker a été fondé en février 2007 par Benjamin Carpano et Nicolas Bombourg, respectivement PDG et DG de ReportLinker. 
En 2012, la société est nommée aux Codie awards dans la rubrique Best Content Aggregation Service.
L'équipe de direction compte également Julien Goncalves, chargé du département Recherche et Développement, ainsi que Karim Cadi, responsable du département Technologies.
L'entreprise compte aujourd'hui[Quand ?] une cinquantaine d'employés.

## Prestations
Reportlinker commercialise différents types de données : rapports et présentations ; statistiques avec tableaux, chiffres et fichiers de données (prévisions de vente, parts de marché, indicateurs de production etc.) ; sources émanant d'agences publiques, organisations internationales, associations, syndicats professionnels, cabinets de conseil etc.

## Informations économiques
L'abonnement d'aide à la recherche sur le web est facturé 229 euros par mois en 2016.

## Lien Externe
- Site officiel